# Dangerous Dave
Dangerous Dave (que se traduciría como «Dave, el peligroso») es un juego de PC de 1988 creado por John Romero.  Se desarrolló para Apple II y MS-DOS como un juego de ejemplo para acompañar su artículo sobre su GraBASIC, una extensión de Applesoft BASIC, para la revista UpTime.

## Resumen
El objetivo del juego era recoger copas de oro para pasar de nivel. Desde la publicación original de 1988 en UpTime se han sacado 3 secuelas y 3 portabilidades del original a otras plataformas.
La idea de Dangerous Dave se le ocurrió a John Romero bajo la influencia de Super Mario. Hay semejanzas entre los dos juegos, como los niveles secretos, el diseño de niveles, los monstruos y la forma de saltar. Según Romero, fue «un intento de hacer un juego de Mario». La misión es guiar a Dave a través de diez niveles, recogiendo trofeos en la guarida de su enemigo, Clyde. Romero dice que de las secuelas de Dangerous Dave, Dangerous Dave in the Haunted Mansion es «el mejor Dave que crearon». En 2008 «Dangerous Dave in the Haunted Mansion» fue portado a dispositivos móviles.
- Dangerous Dave in the Deserted Pirate's Hideout, 1988, Apple II, 6 colores, UpTime (el original).[3]
- Dangerous Dave, 1990, DOS (CGA, EGA, VGA), Softdisk (versión DOS del original de 1988).
- Dangerous Dave in Copyright Infringement, 1990, DOS, EGA, no publicado (demo lanzada por Commander Keen e id Software).
- Dangerous Dave GS, 1990, Apple IIGS, nunca completado (IIGS versión original de 1988).
- Dangerous Dave in the Haunted Mansion, 1991, DOS, EGA, Softdisk.
- Dangerous Dave in Trophy Trouble, 1991, Apple II, 16 colores, Softdisk (port del original de 1988 en 16 colores).[4]
- Dangerous Dave Returns, 1992, Apple II, 16 colores, Softdisk.
- Dangerous Dave's Risky Rescue, 1993, DOS, EGA, Softdisk.
- Dave Goes Nutz!, 1993, DOS, EGA, Softdisk.
- Dangerous Dave Goes Nutz!, 1995, Apple II, 16 colores, Softdisk.
- Dangerous Dave in the Deserted Pirate's Hideout, 2015, iOS, Alfonso Romero.[5]

## Juegos posteriores a Romero

### Dangerous Dave's Risky Rescue
Dangerous Dave's Risky Rescue (conocido coloquialmente como Dangerous Dave 3) fue publicado porSoftdisk en 1993 y es el primer Dangerous Dave que no fue programado por John Romero. Esto es porque él, John Carmack, Adrian Carmack y Tom Sala habían dejado Softdisk para crear id Software. Fue continuado por la secuela, Dave Goes Nutz!, el cual comparte características de juego similares.
Al igual que el título anterior, Dangerous Dave es una misión en la que se debe salvar al hermano pequeño, Delbert, del malvado Dr. Némesis (quien es el antagonista principal de la franquicia de Softdisk «Catacomb»).

### Dave Goes Nutz!
Dave Goes Nutz! (conocido coloquialmente como Dangerous Dave 4) fue publicado por Softdisk en 1993. Continúa la historia de Dangerous Dave's Risky Rescue, donde Dangerous Dave está en una misión para rescatar a su hermano Delbert del Dr. Némesis. El juego sucede en un hospital psiquiátrico plagado de zombis.

## Recepción
Dangerous Dave's Risky Rescue fue analizado en 1993 en el n.º 200 de Dragón por Sandy Peterson en la columna «Eye of the Monitor». Petersen le dio 2 de 5 estrellas.